# 黎明愛你演唱會
黎明愛你演唱會是香港歌手黎明自1990年出道以來首次以個人名義舉行的演唱會，由香港商業電台主辦，林珊珊、關淑怡擔任嘉賓客串演出，於1991年6月21日以日場及夜場形式在大專會堂舉行。

## 背景
黎明於1986年透過參加《新秀歌唱大賽》加入演藝圈，曾演出電視劇和電影，及至1990年推出首張音樂專輯，開始歌影視三線發展，其知名度亦逐漸提升。1991年，黎明主演的電視劇《今生無悔》受到大眾注意，他主唱的電視劇插曲廣為傳唱，在香港當時的三大音樂流行榜（叱咤樂壇流行榜 、中文歌曲龍虎榜、勁歌金榜）獲得冠軍，唱片甫推出已取得雙白金銷量（十萬張以上），令他成為當時得令的歌手。香港商業電台叱咤903頻道（商業二台）有見及此，乘勢為黎明舉辦名為「黎明愛你」的小型演唱會，演唱會於1991年6月21日舉行，除了是該電台的夏日消暑重點節目之一，也是黎明的官方歌迷會「黎明Fun舍」（「黎明家族」前身）的成立聚會。

## 製作沿革

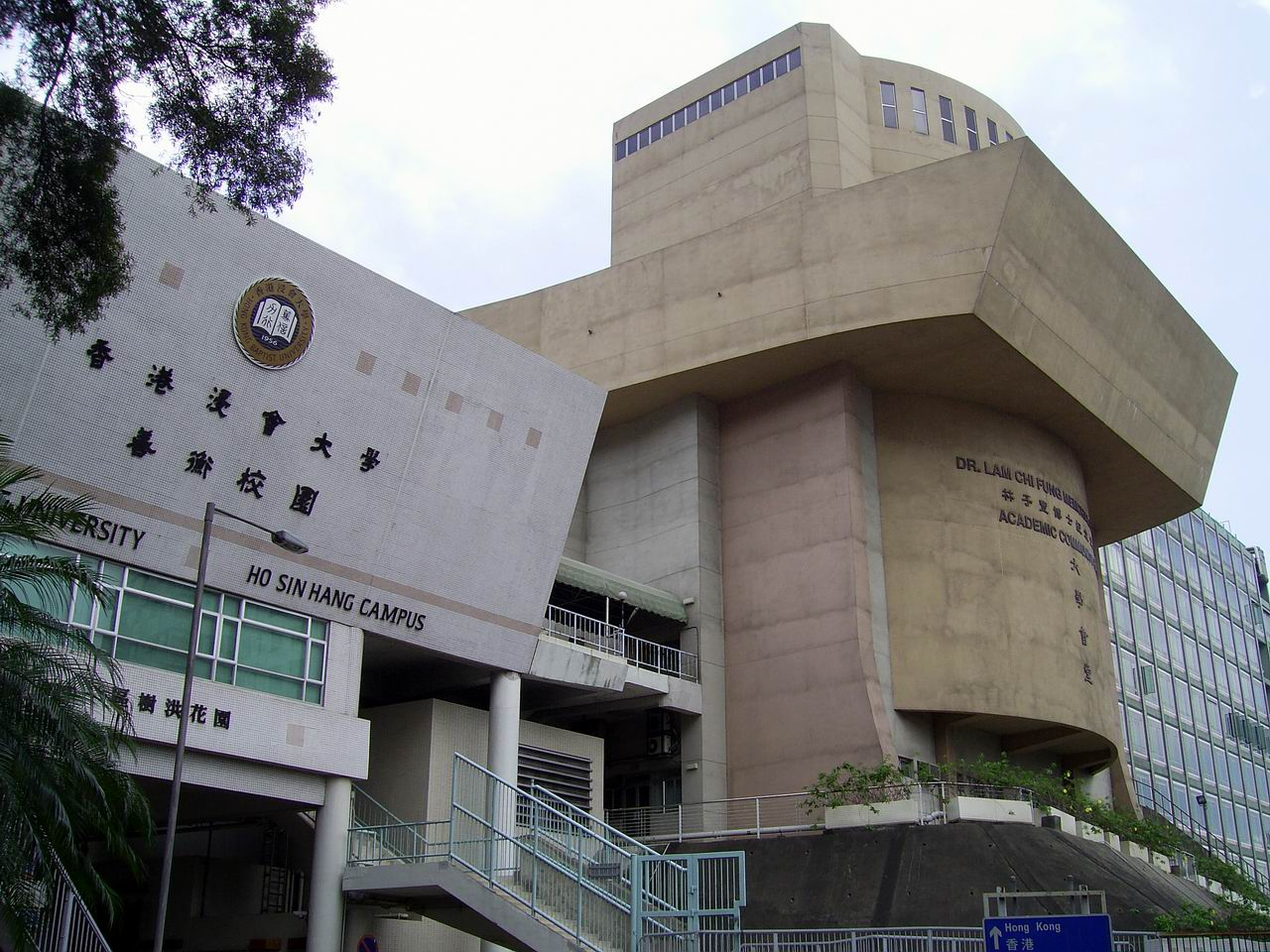
大專會堂是1980至1990年代香港主要的藝術表演場地之一

《黎明愛你演唱會》的舉行地點位於香港浸會大學善衡校園內的大專會堂，可容納一千多名觀眾，演唱會於1991年6月21日晚上8時30分舉行，門票由主辦單位免費派發給觀眾，原定只演1場，其後因反應理想而在同日的下午5時加設日場。主辦單位鑑於黎明早前在公開場合參與活動時，尚未出場歌迷已經發生混亂情況，導致演出取消，故在這次演唱會預先加強保安工作，包括安排護衛守着台前。演唱會除了黎明的個人演唱環節外，亦邀請電台主持人林珊珊及歌手關淑怡擔任嘉賓，與黎明合唱歌曲及進行互動對話。此外，商業二台與黎明合作成立兩個暑期獎學金，每個價值港幣5千元，觀眾可憑演唱會票根連同一個有意義的暑期計劃參加這項活動。

## 反響
兩場演唱會合共有三千多名觀眾，首場演唱會於下午5時舉行，觀眾在下午三時已開始聚集，黎明進入會場時被觀眾包圍拍照，演唱會甫開場觀眾已哨子聲不絕，演唱舉行期間，觀眾將鮮花、玩具等禮物送到台上給黎明，護衛及電台公關在場維持秩序，秩序大致良好，直至演唱會中段，黎明走到台下與前排觀眾握手，後排的觀眾立刻擠擁到舞台前，場面混亂，1名護衛及2名公關被推倒在地上，1名記者的攝影袋亦被人拋向人群中，黎明好不容易才返回舞台上，他立即呼籲觀眾冷靜地返回座位，而其他在座的觀眾亦紛紛指責那些湧到台前的觀眾，湧到台前的觀眾始陸續返回座位，首場演唱會順利完成。第2場演唱會開始前，主辦單位忠告黎明不要與觀眾太接近，以免造成混亂，黎明在演唱期間問勸眾有什麼要求，部份看過首場演唱會的勸眾為免再次造成混亂，紛紛叫嚷黎明不要走下舞台與觀眾握手，黎明或許會錯意，再次走到台下與觀眾握手，導致場面發生混亂，而在旁的護衛亦有怨言，並立即上前推黎明返回台上，第2場演唱會亦順利完成。

## 評論摘要
報章評論認為此演唱會整體來說中規中矩，黎明當時尚未習慣登台演出，表現不太自然，而演唱會的其中一個特色是女性觀眾佔大多數，年輕的女觀眾不時發出尖叫聲。主辦單位雖然早有準備，加強保安工作，但黎明仍然被觀眾抓傷，評論認為觀眾的熱情表現可反映出黎明的受歡迎程度。黎明對自己的表現感到滿意，對歌迷也有交代，他認為如果將兩場演唱會合為一場，唱更長的時間，效果會好一點，同時也希望將來能夠在更大的場地舉行演唱會，他表示得到觀眾的掌聲回報已經足夠，希望觀眾不要浪費金錢送贈鮮花、玩具，並計劃將收到的玩具轉送給孤兒院。商業二台認為此演唱會的反應熱烈，計劃於同年的冬季再次為黎明舉辦個人演唱會。

## 外部連結
- LEON－1991年（六） 一生痴心的博客. 2008-07-22